# Eduardo Águila
Eduardo Águila Castro (Ocotlán, 17 maggio 2002) è un calciatore messicano, difensore dell'Atlético San Luis.

## Caratteristiche tecniche
È un difensore centrale.

## Carriera

### Club
Ha iniziato a giocare a calcio nei Queseros de San José, per poi passare nel 2019 prima al Reboceros ed in seguito all'Atlético San Luis. Ha debuttato in prima squadra il 7 gennaio 2023 nell'incontro di Liga MX vinto 3-2 contro il Necaxa.

### Nazionale
Nel 2023 con la nazionale messicana Under-23 ha partecipato ai XXIV Giochi centramericani e caraibici vincendo la medaglia d'oro.

## Statistiche

### Presenze e reti nei club
Statistiche aggiornate al 4 marzo 2025.
| Stagione        | Squadra           | Campionato      | Campionato | Campionato | Coppe nazionali | Coppe nazionali | Coppe nazionali | Coppe continentali | Coppe continentali | Coppe continentali | Altre coppe | Altre coppe | Altre coppe | Totale | Totale | Totale |
| Stagione        | Squadra           | Comp            | Pres       | Reti       | Comp            | Pres            | Reti            | Comp               | Pres               | Reti               | Comp        | Pres        | Reti        | Pres   | Reti   |        |
| --------------- | ----------------- | --------------- | ---------- | ---------- | --------------- | --------------- | --------------- | ------------------ | ------------------ | ------------------ | ----------- | ----------- | ----------- | ------ | ------ | ------ |
| 2022-2023       | Atlético San Luis | LMX             | 5          | 0          | -               | -               | -               | -                  | -                  | -                  | -           | -           | -           | 5      | 0      |        |
| 2023-2024       | Atlético San Luis | LMX             | 10         | 0          | -               | -               | -               | -                  | -                  | -                  | LC          | 0           | 0           | 10     | 0      |        |
| 2024-2025       | Atlético San Luis | LMX             | 28         | 0          | -               | -               | -               | -                  | -                  | -                  | LC          | 2           | 0           | 30     | 0      |        |
| Totale carriera | Totale carriera   | Totale carriera | 43         | 0          |                 | -               | -               |                    | -                  | -                  |             | 2           | 0           | 45     | 0      |        |

## Palmarès

### Nazionale
- Giochi centramericani e caraibici: 1

San Salvador 2023